# Jutjat de Pau (Ripollet)
El Jutjat de Pau és una obra del monumentalisme academicista de Ripollet (Vallés Occidental) inclosa a l'Inventari del Patrimoni Arquitectònic de Catalunya.

## Descripció
És un edifici de planta rectangular situat entre mitgeres amb planta baixa i una altura, coronat per balustres de pedra. Totes les obertures presents a la façana són allindades: dues portes a la planta baixa, amb motllura superior en forma de timpà (la porta de la dreta dona accés a la planta baixa i la de l'esquerra al primer pis), flanquegen una finestra amb ampit que mostra un element decoratiu de pedra al bell mig de la llinda on es pot llegir la data de 1859 (any de la fundació de la Caixa de Sabadell), les inicials C.A. i l'emblema de la Caixa de Sabadell (una guardiola). Aquestes obertures mostren reixes de forja. Una cornisa assenyala el nivell superior, on podem veure una gran finestra balconera amb balustrada de pedra i motllures a la llinda, on de nou apareix l'element decoratiu en forma d'escut però aquí és llis. El mur del segon nivell presenta una decoració de línies horitzontals a banda i banda de la finestra. La coberta és plana.

## Història
Cal Lluís Fuster era l'habitatge que originalment ocupava aquest solar. La Caixa d'Estalvis de Sabadell va adquirir l'immoble després de la Guerra Civil i en va reformar la façana per donar-li una fesomia monumental més acord amb la d'una sucursal bancària, tot mantenint l'estructura de caseta entre mitgeres de planta baixa i pis. El resultat, que en l'actualitat encara es pot apreciar, fou una versió en petit de les grans seus bancàries construïdes als carrers de l'Eixample de Barcelona. Les oficines es van situar al pis de baix, i alguns anys després, el 23 d'abril de 1957, al pis de dalt, s'inaugurava la primera biblioteca pública de Ripollet. Als anys 70 la biblioteca va tancar les portes. L'ajuntament va adquirir l'edifici i durant uns anys va funcionar com a seu del Centre Municipal de Salut Pública. L'últim destí d'aquest edifici ha estat el de Jutjat de Pau.